# On-the-fly
Mit on-the-fly (wörtlich „im Fluge“, sinngemäß u. a. „im Vorbeigehen“, „spontan“) wird in der Computertechnik ein Vorgang bezeichnet, der auf das dauerhafte oder temporäre Speichern von Daten, insbesondere Ausgabedaten, im permanenten Datenspeicher verzichtet. Es bietet sich an, Ausgaben lediglich im flüchtigen Arbeitsspeicher zu erzeugen, wenn sie jederzeit effizient aus Quelldaten reproduzierbar sind.

## Beispiele füron-the-fly-Vorgänge

### Inhalte im World Wide Web
Internetseiten mit dynamischen Inhalten, die durch Skriptsprachen wie PHP (webserverseitig) oder JavaScript (webbrowserseitig) realisiert werden können, entsprechen ausnahmslos dem on-the-fly-Prinzip, da der angezeigte Inhalt direkt während des Anzeigens bzw. kurz davor (bei serverseitigen Scriptsprachen) aus in anderer Struktur/Form vorliegenden Ursprungsdaten erzeugt wird.
Das Gegenteil hierzu sind statische HTML-Seiten, die ausschließlich über konstante und zuvor abgespeicherte Inhalte verfügen.

### Kopieren von optischen Medien
Beim Kopieren eines optischen Mediums auf ein zweites optisches Medium wird mit „on-the-fly“ das direkte Lesen und unmittelbare Brennen von Quelldaten auf das Zielmedium bezeichnet. Mit dem Brennen der Daten auf das Zielmedium wird begonnen, bevor das Quellmedium komplett eingelesen ist; auf das Anlegen eines temporären Zwischenspeichers zum Beispiel in Form einer Datei im Datenspeicher wird verzichtet. Ein auftretender Fehler beim Einlesen des Quellmediums – hervorgerufen durch Schmutz, Kratzer o. ä. – führt dabei unter Umständen zu einem Abbruch des Brennvorgangs oder beschädigten Daten auf dem Zielmedium. Das Quellmedium muss beim mehrfachen Kopieren während des gesamten Kopiervorgangs im Laufwerk verbleiben.

### Encodieren von Audio/Video-Medien
Während des Rippens von Audio-/Video-Medien wird bei einer „on-the-fly“-Encodierung ebenfalls auf das Erstellen eines temporären Zwischenspeichers (1:1-Kopie der zu encodierenden Daten) verzichtet. Dies ist nur möglich, wenn das Format durch einen Online-Algorithmus codierbar ist. Der Vorgang endet schneller und der maximal auftretende Speicherverbrauch wird reduziert. Allerdings muss das Quellmedium permanent im Wechselmedium verbleiben. Hierbei ist zu erwähnen, dass das Encodieren zumeist um ein Vielfaches länger dauert, als das Einlesen der Daten.

### Online Analytical Processing
Beim Online Analytical Processing (OLAP) werden durch spezielle Speicherungs-Algorithmen Auswertungen auf Quelldaten vorbereitet, so dass die zahlreichen verschiedenen Varianten zur Nutzung der Quelldaten für einen performanten Zugriff nicht einzeln vorab zusammengestellt werden brauchen, sondern dem Anwender durch Aggregationen zum Zeitpunkt der Abfrage ermöglicht werden (Berechnung on-the-fly).

### Bereitstellung von Software als Dienst
Beim On-The-Fly Computing (OTF Computing) geht es darum, individuell auf die Bedürfnisse eines Benutzers zugeschnittene Software automatisiert zusammen und als Dienst zur Verfügung zu stellen. Entsprechend einer Anforderungsspezifikation wird diese Software aus Basiskomponenten, sogenannten Basis-Diensten, zusammengestellt und eine benutzerspezifische Einstellung dieser Basiskomponenten vorgenommen. Demnach werden die angefragten Dienste erst auf Anfrage des Benutzers zusammengestellt und anschließend in einem speziell dafür vorgesehenen Rechenzentrum ausgeführt, um dem Nutzer die Funktionen des (on-the-fly) erstellten Dienstes zugänglich zu machen.